# A Magyar Kultúra Lovagjai 2015
A Magyar Kultúra Lovagja 2015. évi kitüntetettjei

## Az Egyetemes Kultúra Lovagja
571.	 Gállos Orsolya (Pécsvárad) pedagógus, kulturális újságíró, műfordító, „Az egyenrangú kultúrák ápolásáért”
572.	 Vladimir Kalšan (Csáktornya, Horvátország) történész, publicista, „A nemzeteket összekötő történelmi gyökerek kutatásáért és népszerűsítéséért”
573.	 Ahmed Szliman (Mauritánia) mérnök, közéleti személyiség, „Nemzetközi kul- turális kapcsolatok fejlesztéséért”
574.	 Angelidisz Vaszilisz (Budapest) zenész, kulturális menedzser, „A görög kultúra népszerűsítéséért, a görög és a magyar nép kapcsolatának fejlesztéséért”
575.	 Udo Ziegler (Hainichen, Németország) mérnök, „Az egyenrangú kultúrák kapcsolatának fejlesztéséért”

## Posztumusz A Magyar Kultúra Lovagja
576.	 Esterházy János (Mirov, Csehszlovákia) politikus, „A kisebbségek jogai, lelki és szellemi kultúrájuk példamutató védelmezése érdekében kifejtett életművéért”
577.	 Nagy Ferenc (Tab) faragóművész, „A magyar kultúra fejlesztése érdekében végzett életművéért”
578.	 Salamon Nándor (Szombathely) képzőművész, művészettörténész, „A kortárs képzőművészet fejlesztése érdekében kifejtett életművéért
579.	 Tegyi Tibor (Pápa) tanár, drámapedagógus, „Az oktatás és közművelődés érdekében kifejtett életművéért”

## A Magyar Kultúra Lovagja
580.	 Agárdi Sándor (Tornyospálca) pedagógus, „Pedagógusi életművéért”
581.	 Bodó Imre (Dombóvár) agrármérnök, helytörténész, „A közművelődés fejlesztéséért”
582.	 Cziráki Viktor (Regöly) hagyományőrző, „Szülőföldünk több ezer éves hagyományainak megőrzéséért, és népszerűsítéséért”
583.	 Erdélyi István (Oromhegyes, SRB) pék, fafaragó, „Alkotói tevékenységéért és a határon átívelő kulturális kapcsolatok fejlesztéséért”
584.	 Dr. Joó Csaba (Eger) ügyvéd, „A közművelődés fejlesztéséért”
585.	 Dr. Kovách Antal (Karos) orvos,  „Kulturális hagyományok ápolásáért”
586.	 Kovács Géza (Sepsiszentgyörgy, Románia) szobrászművész, „A kortárs képzőművészet fejlesztéséért”
587.	 Kovács Sándor Pál (Kecskemét) kultúraszervező, „Az életminőség fejlesztéséért”
588.	 Lendvainé dr. Erki Mária (Lakitelek) szakgyógyszerész, „A település életminősége fejlesztéséért”
589.	 Mizó Ferenc (Békéscsaba) nyugdíjas művelődésiház-igazgató, „A közművelődés érdekében kifejtett életművéért”
590.	 Móricz László (Stockholm, Svédország) közgazdász, újságíró, „A magyar kultúra külföldi ápolásáért”
591.	 Pál Lajos (Püspökhatvan) tanár, népzenész, „A népzene fejlesztése érdekében kifejtett életművéért”
592.	 Dr. Szabó József János (Dabas) alezredes, hadtörténész, „A haderő és a társadalom kapcsolatának ápolásáért”
593.	 Vass Béláné Oláh Ágnes (Záhony) tanár, karvezető, „A magyar kóruséneklés fejlesztése érdekében végzett életművéért”

## A Magyar Kultúra Apródja
594.	 Pahocsa Júlia (Rédics) egyetemi hallgató, „A magyar kultúra példamutató ápolásáért”